# Sebastian Beck

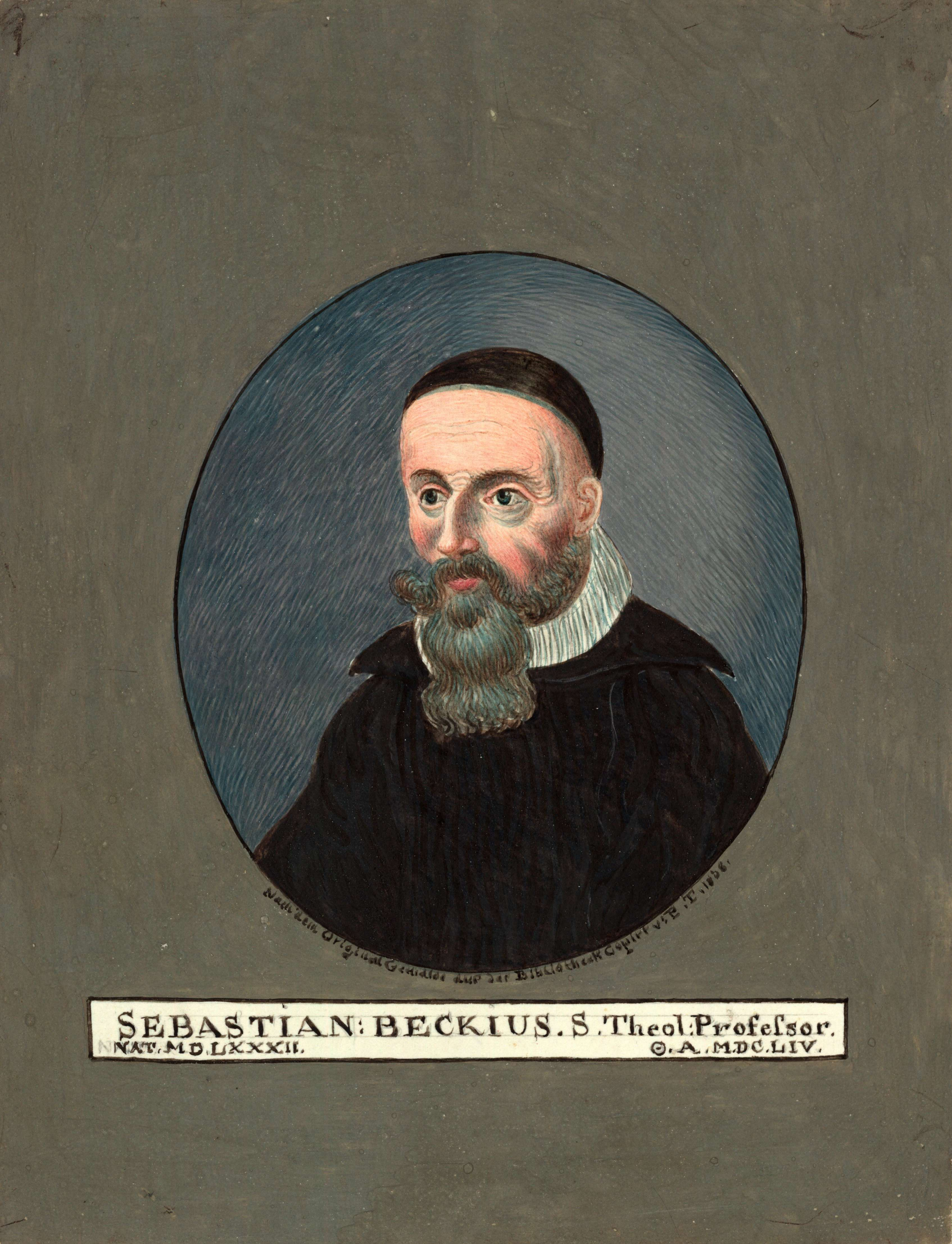
Sebastian Beck (1838)

Hans Sebastian Beck (* 1. Oktober 1583 in Basel; † 6. März 1654, anderes Datum 9. März 1654 ebenda) war ein Schweizer evangelischer Geistlicher und Hochschullehrer.

## Leben
Sebastian Beck war der Sohn von Hans Valentin Beck (1549–1607), Ratsherr und Schaffner des Lützelhofes, und dessen Ehefrau Martha Iselin (1551–1618), Tochter des Juristen Ulrich Iselin (1524–1564).
Er immatrikulierte sich an der Universität Basel zu einem Philosophie- und Theologiestudium, das er 1604 mit dem Magister Artium abschloss; am 21. Mai 1611 promovierte er zum Dr. theol.
Bevor ihn die Universität Basel am 5. Juni 1612 zum Professor für Altes Testament berief, war er möglicherweise von 1606 bis 1608 Pfarrer in Baden und anschliessend Pfarrer in Altlußheim; am 24. Februar 1618 erhielt er den Lehrstuhl für das Neue Testament. In den Jahren 1625, 1633, 1640 und 1648 war er Rektor der Universität. Zu seinen Schülern gehörte unter anderem der Mülhausener Geistliche Johannes Brandmüller.
Seine Lehrtätigkeit trug wesentlich zur Festigung der reformierten Orthodoxie in Basel bei.
Gemeinsam mit Johann Buxtorf, Wolfgang Meyer und Ludwig Lutz (1577–1642) nahm er 1618/1619 an der Synode von Dordrecht in den Niederlanden teil; dort verteidigte er die strenge Prädestinationslehre gegen die Arminianer. Nach Beendigung der Synode reiste er über England, Frankreich und Lothringen nach Basel zurück.
Er stand im Briefwechsel mit dem Zürcher reformierten Pfarrer Johann Jakob Breitinger.
Sebastian Beck heiratete am 30. August 1619 Anna Maria (* 20. Januar 1594 in Basel; † 19. April 1650 ebenda), Tochter von Hans Rudolf Burckhardt (1558–1617), Seidenhändler. Gemeinsam hatten sie vier Kinder:
- Emanuel Beck (* 1624 in Basel; † 1677 ebenda), Wollhändler, Zunftmeister, Ratsherr, verheiratet mit Dorothea (1634–1698), Tochter von Hans Heinrich Hummel (1596–1670);
- Christoph Beck (* 1626 in Basel; † 7. September 1658 ebenda), Philosophie-Professor, verheiratet mit Sybilla (1631–1695), Tochter von Hans Heinrich Hummel;
- Theodor Beck (* 1633; † 1670), Pfarrer, verheiratet mit Maria (1636–1719), Tochter des Geistlichen Johannes Gernler (1583–1656);
- Dorothea Beck (1640–1710), verheiratet mit Johannes Buxtorf (1636–1710), Ratsherr und Landvogt von Farnsburg, ihr gemeinsamer Sohn war der Orientalist Johann Buxtorf.

## Schriften (Auswahl)
- William Perkins; Wolfgang Meyer; Remigius Fäsch; Jacob Oberriedt; Jacob Götze; Melchior Hornlocher; Hieronymus Mäntel; Sebastian Beck; Sebastian Spörlin; Johann Friderich Rychiner: Catechismus Des Hochgelehrten/ Frommen/ und Berümbten Herren/ Guilielmi Perkinsi(i), Weiland Dieners der Kirchen Christi Engelland In welchem Anfenglich Sechs veste Gründe und Fundament der gantzen Religion gelegt sind; demnach aber alle und jede Hauptstück des Catechismi, als die zehen Gebott/ das Gebett Christi/ der Apostolisch Glaub/ und beyde Sacrament/ des Tauffs und Herrn Nachtmals/ ausführlich erkläret werden. Basel Basel Trew 1606.
- Wolfgangus Meyer; Sebastian Beck: Ein Klag-Predig/ Von der Zerstörligkeit vnd Nichtigkeit der Fürsten: So bey der herrlichen vnd volckreichen Begräbnuß/ Weilandt des Herren Sebastian Becken/ Alten Obristen Zunfftmeisters der loblichen Statt Basel/ In S. Albans Kirchen daselbsten/ den 11. tag Meyens/ im Jahr Christi vnsers Seligmachers 1611 gehalten worden. Basel Genath 1611.
- Analysis psalmi secundi regis et prophetae Davidis, Sebastiano Beckio proposita, de qua, ad diem XXVIII, Mart I, respondebit Hieronymus Parcus Basileensis. Basileae: Genath, 1612.
- Theses theologicae de aeterna spiritus sancti deitate. Basileae, 1613.
- Theses theologicae de sacrae scripturae seu librorum canonicorum necessitate: a Sebastiano Beckio propositate, de quibus, ad diem XXVII Martii, responsurus est Marlianicus Vultureno-Rhetus. Basileae: Genath, 1613.
- Sebastian Beck; Johannes Brandmüller: Problema theologicum de iugi scripturae sacrae lectione in lingua nota populo concedenda. Basileae: Typis Iohan. Iacobi Genathii, 1613.
- Theorema theologicum de justitia Dei. Basel 1616.
- Da divina praedestinatione theses theologicae: quas Sebastiano Beckio, ad diem XXIII. Novembris, tuebitur Johannes Wollebius. Basileae: Genath, 1619.
- Sanctorum perseverantia breviter asserta: Elardus Gerbadius. Basileae: Genath, 1621.
- Theses theologicae de ieivnio: quarum veritatem, praeside Sebastiano Beckio, ad diem XXVIII, defensurus est Iacobus Stephanus Colmariensis. Basileae: Genath, 1621.
- Sebastian Beck; Johann Buxtorf: Thesium analyticarum de epistola D. Pauli apostoli ad Titum, pars prima. Basileae : Typis Ioh. Iacobi Genathii, Acad. Typographi, an. 1622.
- Johann Buxtorf; Sebastian Beck: Lexicon chaldaicum et syriacum ; quo voces omnes tam primitivae quam derivativae, quotquot in sacrorum Vet. Testamenti librorum Targumim seu paraphrasibus chaldaicis, Onkeli in Mosen, Jonathanis in Prophetas, & aliorum authorum in Hagiographia : item in Targum Hierosolymitano, Jonathane altero in Legem & Targum secundo in librum Esther : Denique in Novi Testamenti translatione syriaca reperiuntur, accurate et methodice dispositae, & fideliter explicatae, copiosè absoluteque describuntur. Collectum, & in gratiam harum linguarum studiosorum in lucem editum à M. Johanne Buxtorfio jun. Basileae: Ex officina Ludovici Regis, 1622.
- Sebastian Beck; Bonaventura von Brunn: Theses theologicae de iustificatione hominis coram Deo. Basileae: Excudebat Georgius Deckerus Academiae Typographus, 1640.
- Johann Buxtorf; Sebastian Beck: Quaestiones de sacra scriptura controversae. Basileae: Typis Georgii Deckeri, Acad. Typogr, an. 1642.
- Sebastian Beck, Theodor Zwinger, Johannes Buxtorf: Articuli confessionis Basileensis. Basel 1647.
- Sebastian Beck; Johann Buxtorf; Theodor Zwinger, Theologe: Catechesis religionis Christianae, ecclesiarum et scholarum orthodoxarum Palatinarum pro materia consuetarum disputationum hebdomadariarum. Basileae : Typis Georgii Deckeri, Universitatis Typographi, 1649.